# 180 (číslo)
Sto osmdesát je přirozené číslo, které následuje po čísle sto sedmdesát devět a předchází číslu sto osmdesát jedna. Římskými číslicemi se zapisuje CLXXX.

## Chemie
- 180 je nukleonové číslo nejběžnějšího izotopu hafnia a nejméně běžného izotopu wolframu.[1]

## Matematika
- nešťastné číslo
- nepříznivé číslo
- abundantní číslo

- součet dvou druhých mocnin (122 + 62)
- součet šesti (19 + 23 + 29 + 31 + 37 + 41) nebo osmi (11 + 13 + 17 + 19 + 23 + 29 + 31 + 37) po sobě jdoucích prvočísel

- přímý úhel má 180 stupňů

## Doprava
- Silnice II/180 je česká silnice II. třídy vedoucí na trase Příšov – Třemošná – Zruč-Senec – Chrást – I/26 – Starý Plzenec – Dobřany – Chotěšov – Nýřany – Město Touškov – Nová Hospoda.[2] Tvoří velký aglomerační okruh kolem Plzně.

## Astronomie
- 180 Garumna je planetka hlavního pásu.

## Roky
- 180
- 180 př. n. l.